# 小栗泉
小栗 泉（おぐり いずみ、1964年8月27日 - ）は、東京都出身の報道記者、ニュースキャスター。日本テレビ報道局特別解説委員。旧姓は小林。声優の小林恭治を父に、広告写真家の小林恵介を兄に、東京新聞政治部記者の小栗康之を夫に持つ。

## 来歴
立教女学院小学校、立教女学院中学校・高等学校、青山学院大学文学部英米文学科卒業後、1988年に日本テレビに入社。同期入社にアナウンサーの関谷亜矢子、永井美奈子、福澤朗、村山喜彦、プロデューサーの村上和彦がいた。
入社後から報道局一筋で、社会部・政治部（自民党担当）を経て、『NNNニュースダッシュ』や『NNNきょうの出来事』など様々なニュース番組のキャスターを歴任した。
40歳以降のキャリアを考え、2007年8月に一旦退社し、その後フルブライト奨学生として留学しジョンズ・ホプキンス大学高等国際問題研究大学院ライシャワー東アジア研究所客員研究員・上級研究員を務める。その後、帰国前に日本テレビの再雇用制度が出来たため、第一号として復職、2011年より政治部デスクに異動した。
2017年5月31日までは政治部担当副部長兼解説委員を務め、2017年6月1日から2020年9月30日までは報道局担当局次長兼政治部長を務め、2020年10月1日付で報道局専門局次長、2022年6月1日付で報道局専門局長。2022年7月25日付で内閣府土地等利用状況審議会委員。

## 実績

### 主な取材
【報道局社会部記者】時代
『遊軍』にて
- なだしお事故、東京・埼玉連続幼女誘拐殺人事件、リクルート事件、昭和天皇崩御を担当。

『宮内庁』にて
- 秋篠宮ご成婚、即位の礼、皇太子さま結婚の儀

『厚生省(現、厚生労働省)、環境庁(現、環境省)クラブ』にて
- 脳死臨調答申、地球サミット、中国残留孤児訪日調査を担当。

『選挙本部』にて
- 東京都知事選挙(第一回実施)、92年参議院選挙にて

【報道局政治部記者】時代
『平河(自民党)、旧さきがけ、首相官邸を担当。』
- 細川連立内閣誕生、羽田内閣誕生、村山政権発足、YKKの取材。

## 出演番組

### レギュラー
| 期間           | 期間           | 番組名                             | 役職                              | 担当日             |
| -------------- | -------------- | ---------------------------------- | --------------------------------- | ------------------ |
| 1996年4月1日   | 1999年12月末   | ジパングあさ6                      | 『NNNニュースジパング』キャスター | 月～水曜日         |
| 1996年4月1日   | 1999年12月末   | ルックルックこんにちは             | ニュースコーナーキャスター        | 月～水曜日         |
| 2000年4月3日   | 2002年9月27日  | NNNニュースダッシュ                | キャスター                        | 平日               |
| 2002年10月6日  | 2003年9月28日  | 真相報道 バンキシャ!               | ニュースコーナーキャスター        | 日曜日             |
| 2003年9月29日  | 2006年9月29日  | NNNきょうの出来事                  | キャスター                        | 平日               |
| 2013年4月2日   | 2013年12月24日 | news every.                        | コメンテーター                    | 火曜日(17・18時台) |
| 2014年1月6日   | 2017年5月31日  | news every.                        | コメンテーター                    | 月～木曜日(16時台) |
| 2019年10月30日 | 2024年3月28日  | news zero                          | ニュース解説                      | 水・木曜日         |
| 2021年3月29日  | 2023年3月28日  | 深層NEWS（BS日テレ・日テレNEWS24） | キャスター                        | 月・火曜日         |
| 2024年4月2日   | 現在           | news zero                          | ニュース解説                      | 火 - 木曜日        |

### 不定期
- Oha!4 NEWS LIVE　年末特別放送の後半のみ出演

## 著書

### 単著
- 『選挙報道――メディアが支持政党を明らかにする日』（中公新書ラクレ、中央公論新社、2009年）